# 贡迪耶
贡迪耶（Gondiya），是印度马哈拉施特拉邦Gondiya县的一个城镇。总人口120878（2001年）。

## 人口
该地2001年总人口120878人，其中男性61435人，女性59443人；0—6岁人口14038人，其中男7211人，女6827人；识字率79.42%，其中男性为84.47%，女性为74.20%。